# Johann Gottfried von Aschhausen
Johann Gottfried von Aschhausen (né le 12 août 1575 à Oberlauda, mort le 29 décembre 1622 à Ratisbonne) est prince-évêque de Bamberg et de Wurtzbourg.

## Biographie
Johann Gottfried von Aschhausen vient de la famille franconienne Aschhausen, dont le siège est le château à Schöntal.
En 1593, à la suite de la résignation d'un frère aîné, il reçoit la prébende à Bamberg en 1593 puis à Wurtzbourg en 1596. En 1604, il reçoit la doyenné de l'abbaye de Comburg.
Il tente de freiner le protestantisme. Il fait appel aux Jésuites et leur confie l'éducation de l'évêché. Par son initiative, la Ligue catholique renaît en 1609 sous l'autorité de Maximilien de Bavière. Bamberg et Wurtzbourg présentent d'importants contingents d'infanterie et de cavalerie de 1620 à 1622 au moment de la guerre de Trente Ans. Malgré les menaces d'Ernst von Mansfeld d'envahir les évêchés, Johann Gottfried von Aschhausen ne change pas de politique.
Durant son épiscopat, la chasse aux sorcières prend une grande importance. En 1612-1613 et en 1617-1618, 300 personnes subissent le bûcher. En 1617, 102 sont exécutées pour sorcellerie. La chasse s'accroit encore avec son successeur à Bamberg, Johann Georg Fuchs von Dornheim.
Il meurt lors de la diète de Ratisbonne et se fait enterrer dans la cathédrale de Bamberg.

## Source, notes et références
1. ↑  Liste der Namen der Opfer der Bamberger Hexenprozesse (PDF; 268 kB)

- (de) Cet article est partiellement ou en totalité issu de l’article de Wikipédia en allemand intitulé « Johann Gottfried I. von Aschhausen » (voir la liste des auteurs).
- (de) Ronny Baier, « ASCHHAUSEN, Johann Gottfried Freiherr von », dans Biographisch-Bibliographisches Kirchenlexikon (BBKL), vol. 24, Nordhausen, 2005 (ISBN 3-88309-247-9, lire en ligne), colonnes 119-135
- (de) Theodor Henner, « Johann Gottfried I. von Aschhausen », dans Allgemeine Deutsche Biographie (ADB), vol. 14, Leipzig, Duncker & Humblot, 1881, p. 451-453
- Ralph Kloos und Thomas Göltl: Die Hexenbrenner von Franken. Erfurt 2012.  (ISBN 978-3-95400-109-5).
- (de) Alfred Wendehorst, « Johann Gottfried v. Aschhausen », dans Neue Deutsche Biographie (NDB), vol. 10, Berlin, Duncker & Humblot, 1974, p. 467–468 (original numérisé).